# Artigues (Alti Pirenei)
Artigues (Artigas in occitano) è un comune francese rurale di montagna, di appena 25 abitanti, e di meno di un chilometro e mezzo di superficie territoriale, situato nel dipartimento degli Alti Pirenei, nella regione dell'Occitania, che fa parte del Massiccio dei Pirenei, i cui abitanti sono chiamati artighesi.

## Etimologia
Artìga significa in occitano dissodamento o terra dissodata, e la parola era molto usata in dialetto guascone medievale ed ha prodotto molti toponimi.

## Geografia fisica
Artigues è un comune dei Pirenei situato nell'area urbana di Lourdes, ad un'altitudine media di 640 metri sul livello del mare, con una superficie di appena 1,5 km².
I comuni più vicini ad Artigues sono Sère-Lanso, Les Angles, Juncalas, Arcizac-ez-Angles e Jarret. Lourdes è a 5 km di distanza.
Il ruscello delle Moulettes è il principale corso d'acqua del villaggio.
Artigues è ugualmente poco più distante, 9 km, dal parco nazionale dei Pirenei, e la stazione di sci più prossima è Hautacam, a Beaucens, ad 11 km.

## Storia
Nel 1313, il nome del comune era scritto De Artigas, che proviene dal termine pre-latino artica, che significava terreno incolto o dall'occitano artiga corrispondente a terra dissodata.
Nel 1429, il comune contava solo 7 fuochi, e la sua popolazione ammontava a 54 abitanti nel 1806 ed a 93 nel 1866.
Il Santo patrono d'Artigues è San Giovanni Battista.

## Società

### Evoluzione demografica
Abitanti censiti